# Nummerstation
Nummerstations zijn mysterieuze kortegolfzenders van onbekende oorsprong die reeksen van getallen of letters uitzenden. Tot op heden is niet bekend wie deze berichten uitzendt en wat de betekenis of bedoeling is van de getallen of letters. Er zijn vermoedens dat deze uitzendingen gebruikt worden door inlichtingendiensten om berichten te verzenden naar hun veldagenten. Geen enkele zendmaatschappij of officiële instantie wil het bestaan van deze zenders bevestigen of uitleg geven over het doel ervan.

## Inhoud
Nummerstations beginnen hun uitzending vaak met een vaste oproep, die ter identificatie van het station dient. Een groot aantal stations beginnen met een eenvoudige oproep zoals simpelweg ¡Atención!, Spaans voor "Attentie!". De identificatie kan echter ook bestaan uit bijvoorbeeld een bekende melodie, of een andere soort geluidsopname. Zo begonnen uitzendingen van het station The Lincolnshire Poacher met het Engelse wijsje van die naam, en gebruikte het station Magnetic Fields de intro van het gelijknamige stuk van Jean-Michel Jarre. Het station Yosemite Sam begon uitzendingen met een opname uit een Looney Tunes-tekenfilm, waarin het gelijknamige personage uitroept: "Varmint, I'm a-gonna b-b-b-bloooow yah t'smithereenies!" ("Stuk ongedierte, ik zal je in stukken schieten!").
Na de identificatie worden reeksen getallen of letters uitgelezen. Een stem, meestal van een vrouw of kind, leest reeksen getallen en/of letters voor, meestal in groepen van 4 of 5, of afwisselend 2 en 3. Dit kan voor een korte periode zijn, of uren na elkaar steeds dezelfde boodschap. De cijfers of letters zelf worden meestal machinaal voorgelezen, door vooraf opgenomen uitspraken van de cijfers in de goede volgorde af te spelen. Soms gebruikt men een computer-gegenereerde stem, of zijn de berichten in morsecode.
Een bericht begint vaak met een soort van volgnummer, om aan te geven aan wie de uitzending gericht is, en een melding van het aantal cijfer- of lettergroepen dat gaat volgen. Het bericht kan dan gevolgd worden door een nieuw bericht, of er volgt een sluitingsbericht dat aangeeft dat de uitzending voltooid is. Dit verschilt per station, en kan bestaan uit bijvoorbeeld een reeks nullen (zoals vaak bij Russische stations) of door het herhalen van de beginidentificatie.

## Oorsprong en identificatie
Er zijn verschillende redenen om aan te nemen dat het inderdaad gaat om geheime berichten die verstuurd worden:
- De inhoud en structuur van de berichten komt overeen met de gebruikelijke cryptografisch vercijferde berichten. Het gaat om groepen van vier of vijf getallen of letters zonder enige schijnbaar logische orde of betekenis. Men vermoedt dat het om berichten gaat die met 'one-time-pad' vercijferd zijn. Bij one-time-pads wordt het bericht vercijferd met een unieke sleutel die slechts eenmaal gebruikt wordt. Indien men deze one-time-pads correct gebruikt, is de vercijfering onbreekbaar.
- In de jaren van de Koude Oorlog waren er aanzienlijk meer van deze nummerstations. Vele uitzendingen kwamen uit voormalige Oostbloklanden, Zuid-Amerika en Cuba en na het vallen van de Berlijnse Muur kwam er een significante terugval of stopzetting van uitzendingen vanuit landen zoals Oost-Duitsland, Hongarije, en Joegoslavië. Het ging hier dikwijls om een Duitstalige of Russische stem. Nochtans gebeuren er ook uitzendingen in West-Europa en Noord-Amerika.
- Deze methode van uitzending heeft verscheidene voordelen voor inlichtingendiensten. Bij kortegolfzenders worden de radiogolven veelvuldig weerkaatst tussen de ionosfeer en het aardoppervlak. Dit geeft korte golf de mogelijkheid tot communiceren over zeer grote afstanden over de hele aarde. Hierdoor is het mogelijk voor inlichtingendiensten om boodschappen naar veldagenten in afgelegen of vijandelijke gebieden te versturen, zonder de veldagent in gevaar te brengen. Vanwege de reflecties is een kortegolfstation bovendien veel moeilijker te lokaliseren dan andere zendstations. Men kan dus niet nagaan van wie het komt, en voor wie het is. Zodoende kunnen veldagenten zonder risico boodschappen ontvangen.
- Zoals bekend beschikken de belangrijkste ambassades, zoals de Russische en Amerikaanse, over uitgebreide communicatiemogelijkheden en zijn zij voorzien van een fors antennepark met onder meer kortegolfdipoolantennes.

In 1998 verscheen er een artikel in de Londense Daily Telegraph waarin een woordvoerder van het ministerie van Handel en Industrie, dat verantwoordelijk is voor de officiële zenders in Engeland, stelde dat "deze stations zijn wat ze verondersteld worden te zijn, en niet voor publiek gebruik". 

## Amateuronderzoek
Er zijn radioamateurs die reeds jaren deze uitzendingen op de voet volgen, deze opdelen naargelang vermoedelijke locatie, taal en type boodschap, en onderzoeken welke stations erbij komen of verdwijnen en op welke al dan niet regelmatige tijdstippen deze uitzenden. Op het internet worden veel geluidsfragmenten van deze uitzendingen en frequenties gepubliceerd, en met een eenvoudige kleine kortegolfontvanger met een bereik tussen 3000 en 30.000 kHz kan iedereen de ether doorzoeken naar deze mysterieuze nummerstations.

## In populaire cultuur
- Een mysterieus radiostation speelt een rol in de Franse film Orphée uit 1949.
- The Numbers Station is een Brits-Amerikaanse actiethriller uit 2013 die zich afspeelt op een nummerstation van de Central Intelligence Agency in het Britse platteland.
- Nummerstations spelen een rol in afleveringen van de televisieseries Fringe (S03E06), Scandal (S02E06), The Americans (S01E08) en Spooks (S07E08).
- Rockband Wilco heeft het album Yankee Hotel Foxtrot uit 2001 naar een stuk nummeruitzending vernoemd. De uitzending is ook gesampled op een van de nummers.
- In de game Call of Duty: Black Ops worden nummerstations gebruikt om een gehersenspoelde spion opdrachten toe te sturen.